# Ace Kefford
Christopher John "Ace" Kefford (10 de diciembre de 1946) es un bajista británico, conocido principalmente como cofundador junto Trevor Burton de la banda beat de la década de 1960 The Move.

## Carrera
Fue el cofundador de The Move en octubre de 1965 con Trevor Burton, tras conocer a David Bowie en el Cedar Club de Birmingham, después de una actuación de la banda de Bowie, Davy Jones and the Lower Third. El dúo invitó a Roy Wood, luego a Carl Wayne y a Bev Bevan a unirse y completar la formación clásica de Move.
La salida de Kefford de The Move a mediados de 1968 se produjo tras un periodo de intensas actuaciones y experimentación con el LSD, y una crisis nerviosa tras una gira con The Jimi Hendrix Experience y Pink Floyd, que tomó la forma de un ataque de pánico.
Wayne creía que el inicio de la caída de The Move fue la marcha de Kefford, porque colocó al guitarrista Trevor Burton en la vulnerable posición de tener que tocar más instrumentos, y la banda bien podría haber sobrevivido si hubieran reclutado a un teclista para sustituir a Kefford.
Wood recordaba de Kefford: "Desde el día en que nos formamos, ninguno de nosotros se llevaba muy bien con él. Era una persona muy extraña. Era muy agresivo y Ace y Trevor [Burton] solían tener muchas peleas todo el tiempo".
Tras dejar The Move, Kefford se embarcó en un álbum en solitario con el productor discográfico, Tony Visconti, en los estudios Olympic y Trident de Londres. 
Se grabaron ocho canciones, incluida una versión de "Save the Life of My Child" de Simon & Garfunkel, con la participación de Jimmy Page a la guitarra. Sin embargo, Kefford sufrió una crisis nerviosa durante el proyecto y se retiró, y el álbum quedó inédito hasta 2003 (como Ace The Face, Sanctuary Records). 
Kefford se hizo cargo del Ace Kefford Stand, más tarde rebautizado como Big Bertha, que grabó algunos sencillos antes de desaparecer. Un último proyecto de corta duración, Rockstar, lanzó un sencillo en 1976. 
En 2004, el recopilatorio Ace the Face recogió todas las canciones publicadas por Kefford.
La vida posterior de Kefford ha estado plagada de alcohol, drogas, intentos de suicidio y estancias en centros psiquiátricos.

## Discografía

### The Move
- "Night of Fear" / "Disturbance", Deram (1966)
- "I Can Hear the Grass Grow" / "Wave the Flag & Stop the Train", Deram (1967)
- "Flowers in the Rain" / "(Here We Go Round) the Lemon Tree", Regal Zonophone (1967)
- "Fire Brigade" / "Walk Upon the Water", Regal Zonophone (1968)
- The Move, Regal Zonophone (1968)
- Something Else from The Move, Regal Zonophone (1968)

### The Ace Kefford Stand
- "For Your Love" / "Gravy Booby Jam", Atlantic Records (1969)

### Solista
- "This World's An Apple" / "Gravy Booby Jam", Atlantic (1969, along with Big Bertha)
- Ace The Face, Castle Music Records (2003)